# 京都市立西院小学校
京都市立西院小学校（きょうとしりつ さいいんしょうがっこう）は、京都府京都市右京区西院春日町にある公立小学校。

## 沿革

### 第一区西院校
- 1873年（明治6年）6月 - 山城国葛野郡西院村の春日神社境内に創立[1][2]。

### 西院尋常小学校
- 1887年（明治20年）7月 - 改称[2]

### 西院村立尋常小学校
- 1904年（明治37年）4月 - 改称[2]

### 西院尋常高等小学校
- 1918年（大正7年）4月 - 小学校高等科を新設し改称[2]

### 京都市立西院尋常高等小学校
- 1931年（昭和6年） - 改称[2]

### 京都市立淳和尋常小学校
- 1932年（昭和7年）7月 - 校名改称[2]
- 1934年（昭和9年）9月 - 室戸台風により西北部8教室が倒壊[2]
- 1936年（昭和11年）4月 - 京都市立淳和第二小学校開設（現京都市立山ノ内小学校）[2]
- 1940年（昭和15年）4月 - 京都市立淳和第三小学校開設（現京都市立西院中学校）[2]

### 京都市立西院国民学校
- 1941年（昭和16年）3月 - 国民学校令により改称[2]

### 京都市立西院小学校
- 1947年（昭和22年）4月 - 改称（全23学級）[2]
- 1948年（昭和23年）4月 - 併設の中学校を西院第二小学校に移転、同校廃止により本校に合併[2]

## 通学区域が隣接している学校
- 京都市立西京極小学校
- 京都市立葛野小学校
- 京都市立山ノ内小学校
- 京都市立朱雀第八小学校
- 京都市立朱雀第四小学校
- 京都市立朱雀第七小学校
- 京都市立七条第三小学校

## 関連文献
- 西院校百年誌
- 小沢嘉三『西院の歴史』西院の歴史編集委員会、1983年
- 『西院昭和風土記』西院昭和風土記刊行委員会、1990年